# Hillsboro (Ohio)
Hillsboro é uma cidade localizada no estado norte-americano de Ohio, no Condado de Highland.

## Demografia
Segundo o censo norte-americano de 2000, a sua população era de 6368 habitantes.
Em 2006, foi estimada uma população de 6694, um aumento de 326 (5.1%).

## Geografia
De acordo com o United States Census Bureau tem uma área de
13,4 km², dos quais 13,4 km² cobertos por terra e 0,0 km² cobertos por água. Hillsboro localiza-se a aproximadamente 316 m acima do nível do mar.

## Localidades na vizinhança
O diagrama seguinte representa as localidades num raio de 24 km ao redor de Hillsboro.